# Anne-Caroline Chausson
Anne-Caroline Chausson (ur. 8 października 1977 w Dijon) – francuska kolarka górska i BMX, mistrzyni olimpijska i wicemistrzyni świata w BMX oraz wielokrotna złota medalistka mistrzostw świata i Europy w kolarstwie górskim.

## Kariera
Pierwszy sukces w karierze Anne-Caroline Chausson osiągnęła w 1987 roku, kiedy została mistrzynią świata BMX juniorów. Francuzka miała wtedy zaledwie 10 lat. Wynik ten powtarzała w latach 1992 i 1993. W 1996 roku wystartowała na mistrzostwach świata w kolarstwie górskim w Cairns, gdzie zdobyła złoty medal w downhillu. W konkurencji tej Francuzka zwyciężała również na wszystkich kolejnych mistrzostwach świata do 2003 roku, a także w 2005 roku. Ponadto na mistrzostwach w Sierra Nevada w 2000 roku i mistrzostwach w Vail w 2001 roku wygrała dual slalom, a podczas mistrzostw świata w Kaprun w 2002 roku i mistrzostw w Lugano w 2003 roku była także najlepsza w four-crosssie. Łącznie zdobyła trzynaście złotych medali na mistrzostwach świata MTB, co czyni ją najbardziej utytułowaną zawodniczką w historii tej imprezy. W 2008 roku wystartowała na igrzyskach olimpijskich w Pekinie, gdzie zwyciężyła w wyścigu BMX, bezpośrednio wyprzedzając swą rodaczkę Laëtitię Le Corguillé oraz Amerykankę Jill Kintner. Została tym samym pierwszą w historii złotą medalistką w wyścigach BMX. W tym samym roku wzięła również udział w mistrzostwach świata BMX w Taiyuan, gdzie zdobyła srebrny medal, ulegając jedynie Brytyjce Shanaze Reade. Ponadto osiągała sukcesy w Pucharze Świata w kolarstwie górskim: w latach 1998-2005 była najlepsza w zjeździe, w 2000 roku wygrała klasyfikację dualu, a dwa lata później była najlepsza w four crossie. Chausson zdobyła również jedenaście tytułów mistrzyni Europy MTB: osiem w downhillu (1994-1998, 2003-2005), dwa w four-crossie (2003 i 2004) oraz jeden w dualu (1998).
W 2008 roku została odznaczona Legią Honorową.

## Osiągnięcia
- Mistrzyni świata w Downhillu juniorów: 1993, 1994, 1995
- Mistrzyni świata w Downhillu: 1996, 1997, 1998, 1999, 2000, 2001, 2002, 2003, 2005
- Mistrzyni świata w Dualu: 2000, 2001
- Mistrzyni świata w Four Crossie: 2002, 2003
- Mistrzyni olimpijska: 2008